# إسحاق برمان
إسحاق برمان (باليديشية: יצחק ברמן) سياسي إسرائيلي ولد في بلدة برديتشف الواقعة حاليا في أوكرانيا في 3 يونيو من سنة 1913، تولى رئاسة الكنيست في الفترة ما بين عامي 1980 و1981 عن حزب الليكود.
توفي في 4 أغسطس 2013.